# حبيل المحدادة (فرع العدين)

تعديل مصدري - تعديل

حبيل المحدادة محلة تابعة لقرية البادية، التابعة لعزلة المسيل بمديرية فرع العدين إحدى مديريات محافظة إب في الجمهورية اليمنية، بلغ تعداد سكانها 150 حسب تعداد اليمن لعام 2004.